# Gouda
Gouda (pronunciado en holandés: [ˈɣʌu̯daː]) es una ciudad perteneciente al municipio del mismo nombre, en Holanda Meridional, Países Bajos. Su población es de 71 740 habitantes (2005).
La ciudad es conocida por el queso gouda, el cual se vende en el mercado de queso que se celebra todos los jueves. También es conocida por la fabricación de pipas y de velas. La cerámica de Gouda es igualmente valorada internacionalmente por su estilo único basado en el art nouveau.

## Historia

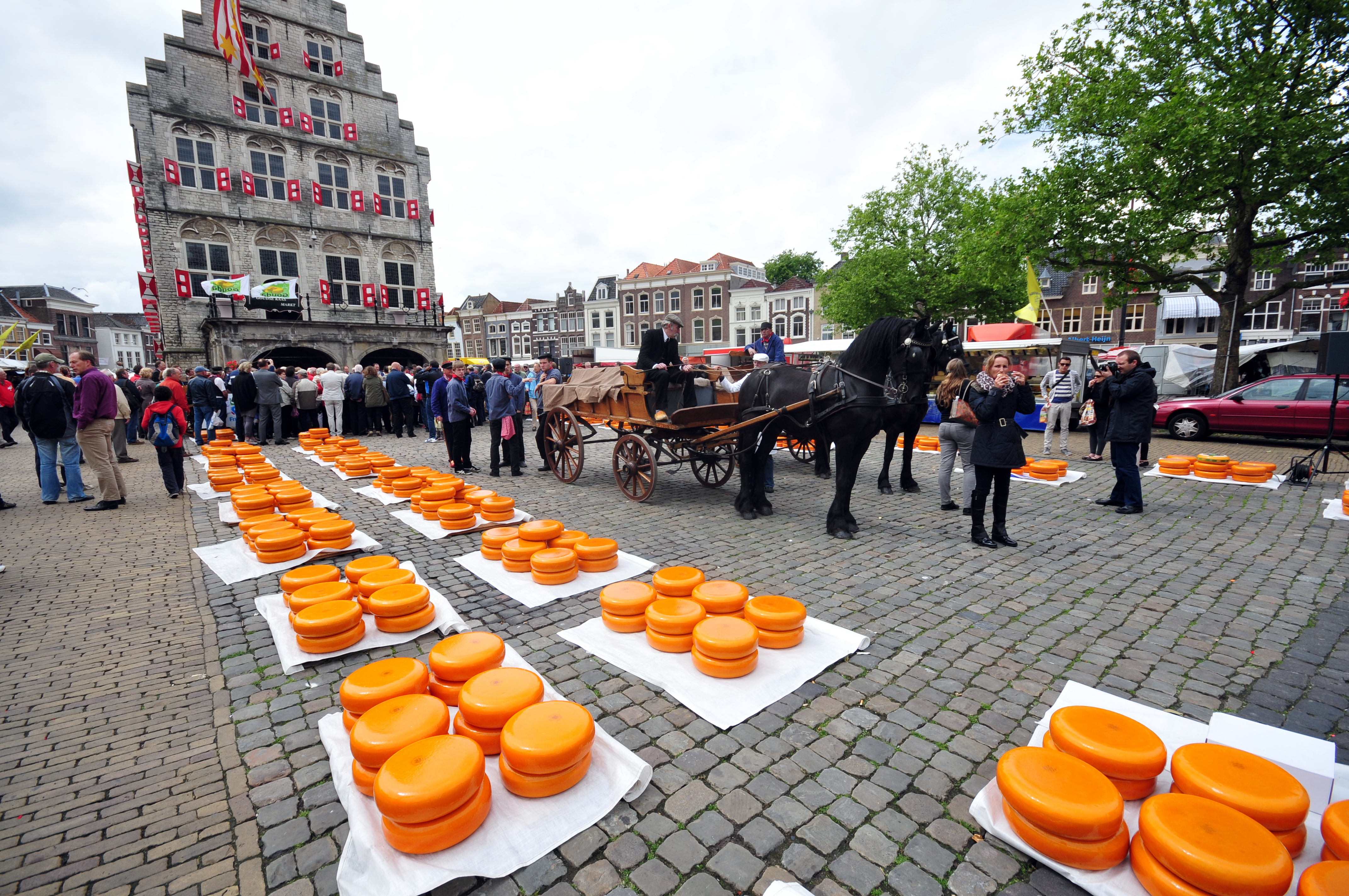
El mercado de queso de Gouda.

El lugar donde Gouda se ubica actualmente era alrededor del año 1000 un terreno pantanoso salpicado de arroyos tales como el Gouwe. A lo largo de las orillas del Gouwe se comenzó a extraer turba en el siglo XI y el siglo XII, concretamente en donde hoy están situados el mercado y el ayuntamiento. En 1143 se menciona el nombre de Gouda por primera vez en una carta del obispo de Utrecht. Alrededor de 1225 se comunicó a través de un canal el Gouwe con el Viejo Rin y la desembocadura del Gouwe en el IJssel fue agrandada hasta construir un puerto. El castillo de Gouda sirvió para dar defensa a dicho puerto. 
La ruta así creada fue utilizada para el comercio de Flandes y Francia con Holanda y la zona del Mar Báltico. En 1272 el conde Florencio V otorgó los fueros a la ciudad, que mientras tanto había adquirido una considerable importancia. Hubo de sufrir dos incendios importantes en 1361 y 1438. En 1572 la ciudad fue ocupada por los protestantes sublevados contra Felipe II, incendiaron un monasterio de la ciudad y saquearon otro más. En 1577 se llevó a cabo la demolición del castillo. Como muchas otras ciudades de los Países Bajos, Gouda también fue afectada por la peste en 1602. Hasta 1750 no llegó a recuperarse la cifra de población perdida.
A partir de 1830 se comienzan a derribar las murallas de la ciudad, acabándose con la última puerta de acceso a la ciudad en 1854, y en 1855 entra en servicio el ferrocarril Gouda-Utrecht. 
En 1940 fue terraplenado el canal Nieuwehaven, al que siguieron más tras la Segunda Guerra Mundial. En 1944 la estación de ferrocarril fue destruida por un bombardeo aliado. En 1977 se trasladó el mercado de ganado porcino, el mayor de los Países Bajos, a terrenos fuera de la ciudad.

## Monumentos

### Ayuntamiento
El Stadhuis es de uno de los ayuntamientos de estilo gótico más antiguos de los Países Bajos. Fue construido en piedra entre 1448 y 1450, tras el último gran incendio, sufriendo alguna modificación en 1692 y 1880. La última restauración tuvo lugar en 1996. La escalinata de estilo renacentista data de 1603. El carillón del lateral es de los años sesenta y se trata de un regalo del director de una compañía de seguros.

### Peso público
El waag era el edificio donde se pesaban los quesos, como el ayuntamiento está ubicado en la plaza del mercado (Markt). Su construcción corrió a cargo de Pieter Post en 1668.

### Iglesia de San Juan Bautista

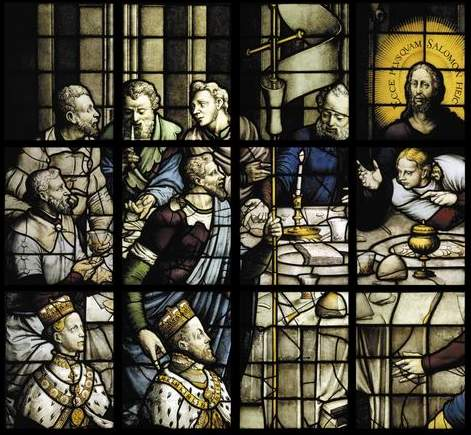
Felipe II y María Tudor bajo la Última Cena, Vidriera del Rey

Sint Janskerk, con sus 123 m de largo, es la iglesia de mayor longitud de los Países Bajos. La iglesia ardió tres veces, dos de ellas a causa de incendios que prácticamente destruyeron la ciudad, en 1361 y 1438, y la tercera vez en enero de 1552, al caer un rayo sobre la torre, resultando totalmente destruido el interior. Después se reconstruyó en la forma que aún se conserva hoy en día.
Son famosas sus vidrieras cromadas. Veinte de las setenta ventanas son obra de los hermanos Crabeth y fueron colocadas entre 1530 y 1603. Tras la Reforma prosiguió la instalación de las vidrieras, si bien su temática cambió bastante. Entre sus vidrieras destaca la famosa Vidriera del Rey que Felipe II donó en 1557 junto a su esposa María Tudor y las que donó Guillermo de Orange y su esposa Ana de Sajonia, entonces aliado de la Corona española y pocos años después su mayor enemigo.
La iglesia se construyó originalmente como iglesia católica, por lo que se realizó en forma de cruz y se puso bajo la advocación de San Juan Bautista. La historia de este santo se cuenta en los ventanales de la vuelta de la cabecera. En 1572, cuando Gouda abrazó la Reforma, se quitaron todas las estatuas y altares. Las vidrieras no fueron dañadas por los iconoclastas y los saqueadores, sino que, al contrario, fueron respetadas y conservadas. Las vidrieras también sobrevivieron a la época de la Revolución francesa y durante la Segunda Guerra Mundial, fueron prudentemente desmontadas y guardadas en un lugar seguro.

### Cementerio

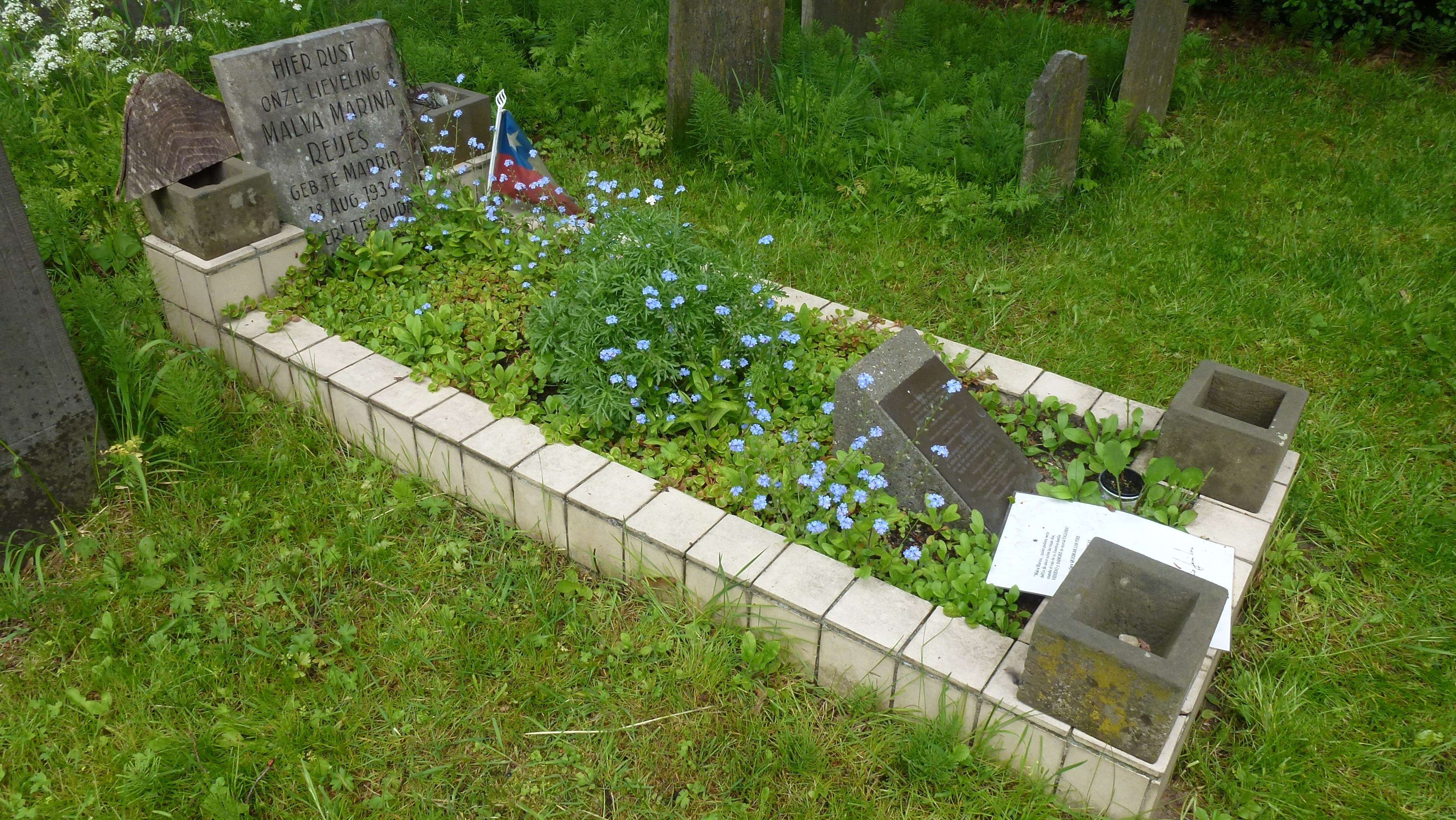
Tumba de Malva Marina Reyes

En el Oude Begraafplaats, el antiguo cementerio de la ciudad, se encuentra la tumba de Malva Marina Reyes (Madrid, 18 de agosto de 1934-Gouda, 2 de marzo de 1943). La niña, hidrocefálica, era la única hija del poeta chileno Pablo Neruda, Premio Nobel de Literatura en 1971, y de su primera esposa, la neerlandesa Maria Antonia Hagenaar Vogelzang (Maruca; Batavia, 5 de marzo de 1900-La Haya, 27 de marzo de 1965). Tras su matrimonio en 1930, la pareja se separó en 1936 y Neruda se divorció de Hagenaar en México en 1942, divorcio que no fue aceptado por la justicia chilena.
Madre e hija se establecieron en la provincia de Holanda Meridional. Mientras Hagenaar trabajaba en La Haya, la niña quedó en Gouda al cuidado de la familia de Hendrik Julsing y Gerdina Sierks, quienes la acogieron y criaron como a su propia hija. Hagenaar la visitaba una vez al mes y traía dinero para su manutención. La niña murió el 2 de marzo de 1943, durante la ocupación nazi, mientras Neruda era cónsul general de Chile en México. Antes de que la Segunda Guerra Mundial terminara, Hagenaar fue internada en el campo de concentración nazi de Westerbork, de donde fue liberada por los canadienses en abril de 1945.
En el cementerio se han celebrado varios homenajes a la pequeña desde 2004, cuando su tumba fue descubierta por el periodista chileno Antonio Reynaldos, residente en los Países Bajos desde la década de 1980.

## Personas destacadas
- Maria Thins: Financiera y mecenas, suegra de Johannes Vermeer
- Verona van de Leur: ex gimnasta de elite y actualmente actriz y productora pornográfica